# Massacre de Barrios Altos
Le massacre de Barrios Altos a eu lieu le 3 novembre 1991, dans le quartier de Barrios Altos (es) à Lima au Pérou. Quinze personnes, dont un enfant âgé de huit ans, ont été tuées, et quatre autres blessés, par des assaillants qui ont par la suite été identifiés comme les membres de Groupe Colina (en), un escadron de la mort composé de membres des Forces armées péruviennes. Les victimes étaient en pleine fête et ils auraient été confondus avec des rebelles du Sentier lumineux.
Le massacre est considéré comme un symbole des violations des droits humains commises pendant la présidence d’Alberto Fujimori et a été l'un des crimes pour lesquels Fujimori a été extradé du Chili au Pérou le 20 septembre 2007. Sa responsabilité dans le massacre avait déjà été citée dans la demande d'extradition présentée par le gouvernement du Pérou au Japon en 2003.

## Circonstances du massacre
Le soir du 3 novembre, un barbecue de quartier était organisé au 840 Jirón Huanta pour recueillir des fonds pour réparer un bâtiment. À environ 23 h 30, six individus lourdement armés ont fait irruption dans le bâtiment. Ils sont arrivés dans deux véhicules, une Jeep Cherokee et une Mitsubishi. Ces voitures avaient des lumières et des sirènes de police, qui ont été coupées quand ils ont atteint le lieu.
Les assaillants, de 25 à 30 ans, ont couvert leur visage avec des masques et des cagoules et ont ordonné aux victimes de s'allonger sur le sol. Ils ont tiré à l'aveuglette pendant environ deux minutes, tuant 15 d'entre eux, dont un garçon de huit ans, et blessant grièvement quatre autres. Un des blessés a été handicapé à vie. Ensuite, les assaillants ont fui dans leurs véhicules, faisant sonner leurs sirènes une fois de plus.
La police a trouvé, au cours de son enquête, 111 cartouches et 33 balles de même calibre à la scène, ils ont déterminé que les assaillants avaient utilisé des mitrailleuses équipées de silencieux[réf. nécessaire].

## Enquête
Par la suite, des enquêtes judiciaires et des articles de journaux ont révélé que les acteurs du massacre travaillaient pour les services de renseignement militaire, qu’il s’agissait de membres du Grupo Colina, un groupe connu pour la réalisation de son propre programme de lutte contre le terrorisme. Il est apparu plus tard que les assaillants ont confondu la fête avec une réunion des rebelles du Sentier lumineux, qui a effectivement eu lieu au deuxième étage de l'immeuble ce même soir.
Plusieurs semaines plus tard, le Congrès du Pérou a convoqué un comité d'enquête pour se pencher sur le massacre. En décembre, le Comité a procédé à une inspection de l'immeuble où les événements ont eu lieu, et a interrogé quatre personnes et effectué d'autres tâches. Toutefois, il a été incapable de terminer son enquête, en raison du coup d’État du 5 avril 1992 de Fujimori, durant lequel il a dissous le Congrès. Le Congrès constitutionnel démocratique élu à sa place en novembre 1992 n'a pas donné suite à l'enquête ni publié les conclusions préliminaires de la commission sénatoriale[réf. nécessaire].

## Amnistie
Les autorités judiciaires n'ont pas été en mesure de lancer une enquête sérieuse sur l'incident jusqu'en avril 1995, date à laquelle les tribunaux militaires ont répondu par le dépôt d'une requête devant la Cour suprême ayant la compétence de l'affaire. Toutefois, avant que la Cour ait statué sur la requête, le dossier a été effectivement fermé par le Congrès par l'adoption de la loi n° 26.479, qui a accordé une amnistie générale à tous les membres des forces de sécurité et les civils qui ont fait l'objet d'une plainte, d’une enquête, d’un acte d'accusation, d’un procès ou d’une condamnation, ou qui purgeaient des peines de prison, pour les violations des droits de l'homme commises après Mai 1980.
Avant la loi d'amnistie, cependant, les enquêtes ont révélé des informations compromettantes. En mai 1993, et de nouveau en janvier 1995, les officiers dissidents de l'armée péruvienne ont déclaré publiquement que les membres du Groupe Colina ont été responsables du massacre de Barrios Altos. Le Bureau a également indiqué que le chef du Commandement des forces armées et du Service national de renseignement (NAS) avait connaissance de ce massacre[réf. nécessaire].

## Réouverture du procès
Après la chute du gouvernement de Fujimori en 2000, la loi d'amnistie a été abrogée et la réouverture de l'affaire a été ordonnée, et un certain nombre de présumés agresseurs ont été placés en détention. Le 21 mars 2001, le procureur général péruvien Nelly Calderón a présenté des accusations contre Fujimori au Congrès l’accusant d'être un « coauteur » du massacre. Il a présenté des preuves que Fujimori, agissant de concert avec Vladimiro Montesinos, chef de la NAS, a exercé un contrôle sur Groupe Colina. Les accusations prétendent que le groupe n'aurait pas pu commettre des crimes de cette ampleur sans ordres de Fujimori ou son consentement exprès, et que la formation et le fonctionnement du Groupe Colina faisaient partie d’une politique générale de contre-insurrection impliquant des violations systématiques des Droits de l'Homme.
Selon le rapport, Fujimori est allé au siège du SIN pour se réjouir avec les agents de renseignements après que le massacre ait eu lieu.
Plus tard, en 2001, le gouvernement a accepté de payer 3,3 millions de dollars en compensation aux quatre survivants et aux familles des quinze personnes tuées. Le 13 septembre 2001, la Cour suprême de Justice, par l’intermédiaire de José Luis Lecaros, a émis un mandat international d’Interpol pour l'arrestation d'Alberto Fujimori, qui à l'époque vivait au Japon. En août 2003, le gouvernement péruvien a présenté au Japon une demande d'extradition de Fujimori, et parmi les crimes cités dans le document de 700 pages, on comptait le massacre de Barrios Altos.
En 2004, les juges du Pérou ont ordonné la libération de plusieurs des suspects de Barrios Altos, qui avaient été détenus pendant plus de trois ans, sans aucun jugement, prétendument pour se conformer à une recommandation de la Commission interaméricaine des droits de l'homme,. Le président Walter Vasquez Vejarano de la Cour Suprême de Justice dit qu'une enquête est en cours dans le procès des juges qui ont permis aux procès d'être retardés si longtemps. Fujimori a été extradé et a été reconnu coupable pour son rôle dans le massacre.

## Conséquences internationales du jugement de la CIDH
L'arrêt de la Cour interaméricaine des droits de l'homme (CIDH) concernant le massacre de Barrios Alto a été l'un des fondements de la décision de la Cour suprême argentine déclarant anti-constitutionnelles les lois d'amnistie et ouvrant par conséquent les poursuites judiciaires en Argentine contre les crimes commis lors de la dictature.